# Christiaan Eijkman
Christiaan Eijkman (Nijkerk, 11 agosto 1858 – Utrecht, 5 novembre 1930) è stato un medico e patologo olandese, Premio Nobel per la medicina nel 1929, assieme Frederick Gowland Hopkins.

## Biografia
Studiò all'Università di Berlino, avendo come insegnante il batteriologo tedesco Robert Koch. Laureatosi si trasferì a Batavia, nelle Indie olandesi, per dirigerne l'istituto di patologia, rientrando in Europa nel 1898 per insegnare medicina legale all'Università di Utrecht.
Incentrò i suoi studi sulla patologia beriberi, causata da una scarsa presenza nell'organismo di Vitamina B1, gettando le basi per la scoperta dell'esistenza stessa della vitamina. Per questa scoperta venne insignito del Premio Nobel nel 1929.

## Riconoscimenti
- Alla sua memoria è stato dedicato il  cratere lunare Eijkman.